# Graf (tytuł szlachecki)

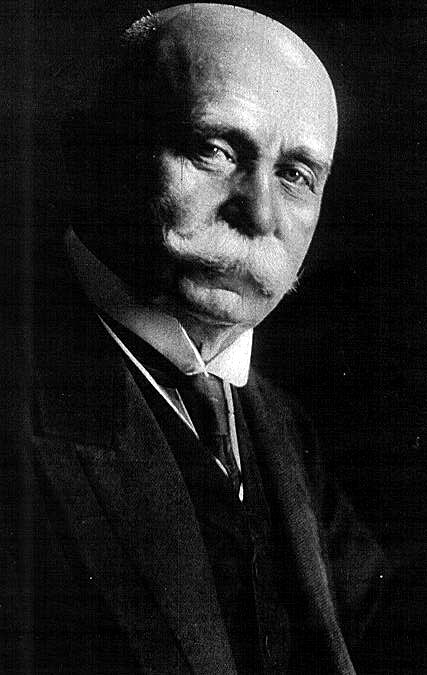
Ferdynand Graf von Zeppelin

Graf (łac. comes/comites, fr. comte, marquis, wł. conte, marchese) – tytuł szlachecki (odpowiednik polskiego hrabiego) w dawnych Niemczech i innych krajach pozostających kiedyś pod panowaniem Świętego Cesarstwa Rzymskiego: Holandii, Belgii, Luksemburgu, Austrii, Danii.
Pierwotnie urzędnicy królewscy (szlachta urzędnicza) zarządzających w zastępstwie króla znacznymi majątkami ziemskimi. Później niższa warstwa wysokiej szlachty (szlachta z urodzenia, uradel).
W okresie późnorzymskim tytułem comes określano wysokiego cesarskiego urzędnika finansowego (comes largitionum). Ponieważ tytuły te stały się już za czasów Ottonów poprzez usus (zwyczajowo) dziedzicznymi, w późniejszych czasach usystematyzowano je. Prerogatywa nadawania tytułów hrabiów w czasach nowożytnych przeszła na cesarza, potem na króla.

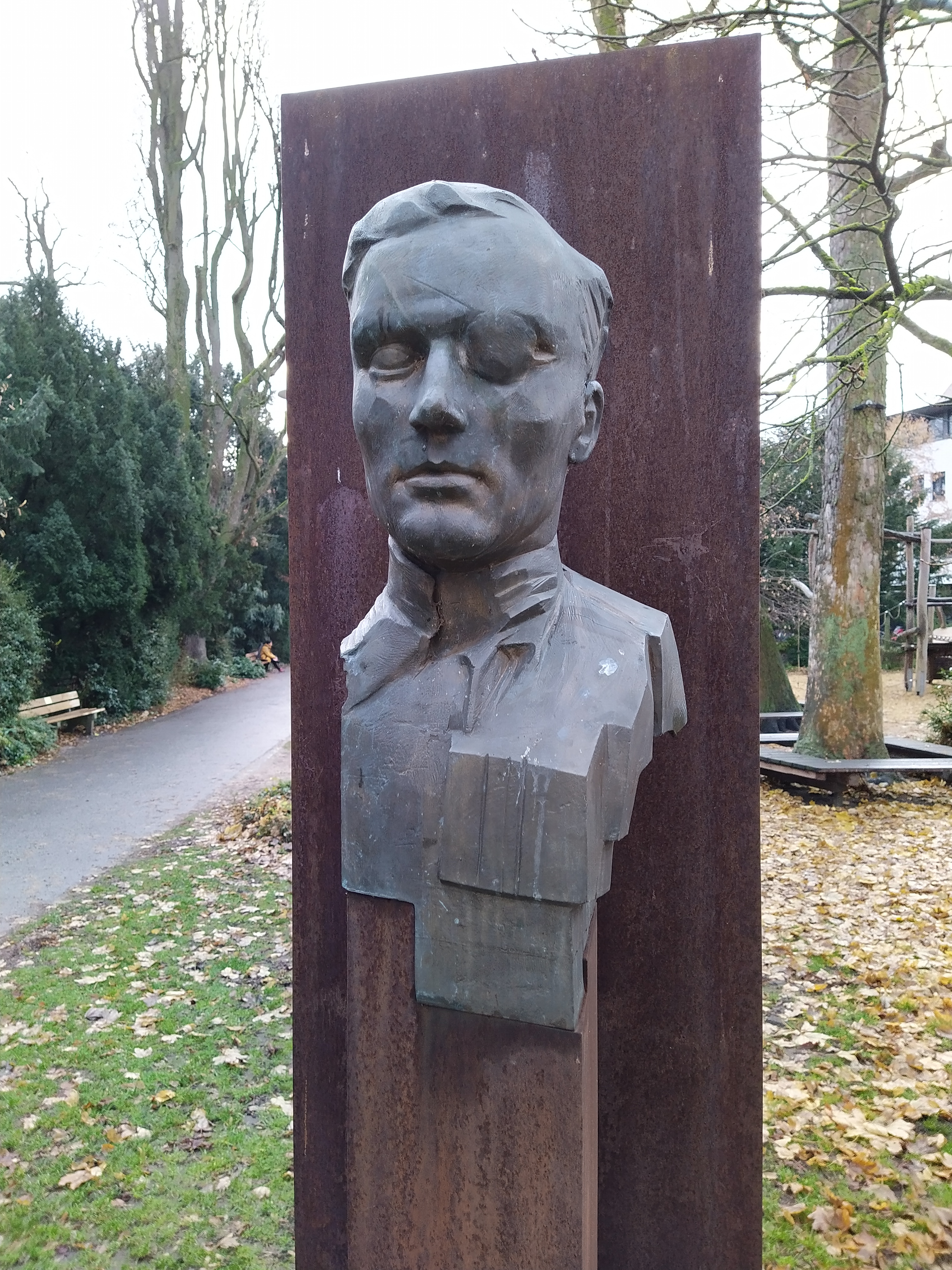
Popiersie Clausa Schenk Graf von Stauffenberga

Jeśli hrabia kierował (sprawował jurysdykcję) nad czymś więcej niż zwykłym hrabstwem, otrzymywał tytuł:
- Markgraf (margrabia) – dowódca zarządzający prowincją kresową – marchią
- Pfalzgraf (palatyn) – zarządzający palatynatem (comes palatinus) (np. palatyn reński)
- Landgraf (langrabia) – zarządzający ziemią nadaną bezpośrednio przez samego cesarza (któremu to podlegał), (łac. comes magnus, comes patriae, comes provinciae, comes terrae, comes principalis, lantgravius), czyli hrabia krajowy
- Burggraf (burgrabia) – zarządzający zamkiem królewskim; także tytuł arystokratyczny w królestwie Holandii, o randze między tytułem barona i hrabiego.

Ponadto znane są:
- Rheingraf – władający zamkiem strzegącym przeprawy przez Ren
- Reichsgraf (hrabia Rzeszy) – hrabia z nadania przez cesarza (hrabia Świętego Cesarstwa Rzymskiego). Reichsgrafowie skupiali się w „Radzie Hrabiów”
- Altgraf – zarządzający górskimi okolicami
- Wildgraf – zarządzający pustkowiem, lasami i okolicami niezamieszkanymi (comes silvester)
- Raugraf – zarządzający okręgiem (comes hirsutus)
- Vizegraf – wicehrabia, syn hrabiego, także osobny tytuł niższy od hrabiego, lecz wyższy od barona (Freiherr). Rzadki w Niemczech (używany tylko w średniowieczu), częsty we Francji (vicomte) i w Anglii (viscount)

Po roku 1815 z różnych odmian tytułu pozostał tylko graf. Dwie rodziny panujące używały na dalszym miejscu w tytulaturze tytułu Pfalzgraf (dynastia Wittelsbachów) i Landgraf (dynastia Hessen-Kassel). Także hrabiowie z nadań z czasów Świętego Cesarstwa Rzymskiego niekiedy nadal tytułowali się Reichsgraf, by się odróżnić od nowszych, „gorszych” hrabiów. Najwyższą kategorię hrabiów stanowili hrabiowie których ziemie do 1815 roku były suwerenne, tj. podległe tylko cesarzowi. Po mediatyzacji stracili suwerenność, zachowując wiele honorowych przywilejów, m. in. inną niż hrabiowskie koronę rangową (tzw. Erlauchtkrone), płaszcz książęcy, tytuł „Erlaucht” i liczne przywileje patronackie w swoich dobrach.
Po 1918 roku w Niemczech zniesiono monarchię i wszelkie tytuły arystokratyczne czy szlacheckie, choć bywają one dalej w potocznym użyciu, od 1919 roku stały się jednak formalnie częścią nazwiska (wpisaną do dowodu osobistego, między imieniem a nazwiskiem rodowym, stosowano je nawet w NRD).
Natomiast Austria zniosła po wprowadzeniu republiki wszelkie tytuły w sposób bardziej radykalny: za używanie i tytułów i predykatu „von” przez obywateli tego kraju grozi kara sądowa. Stąd nazwisko Ottona Habsburga, dawniej „Otto Erzherzog von Österreich” brzmi obecnie „Dr. Otto Habsburg-Lothringen”. Nawet po aneksji Austrii w roku 1938 nie dostosowano prawa austriackiego do prawa obowiązującego w Rzeszy i w rezultacie ta sama rodzina w obu krajach nosiła różne nazwiska.